# Leucanella leucane
Leucanella leucane är en fjärilsart som beskrevs av Carl Geyer 1837. Leucanella leucane ingår i släktet Leucanella och familjen påfågelsspinnare. Inga underarter finns listade i Catalogue of Life.